# Salinsaari (ö i Mellersta Finland)
Salinsaari är en ö i Finland. Den ligger i sjön Honkanen och i kommunen Kuhmois i landskapet Mellersta Finland, i den södra delen av landet, 160 km norr om huvudstaden Helsingfors. Öns area är 8,7 hektar och dess största längd är 480 meter i sydväst-nordöstlig riktning.